# Естадио Фелисиано Касерес
Естадио Фелисиано Касерес (на испански: Estadio Feliciano Cáceres) е футболен стадион в Луке, Парагвай. На него играе домакинските си мачове отборът на Спортиво Лукеньо. Капацитетът му е 24.000 зрители, размерите на терена са 100 x 66 м. Кръстен е на Фелисиано Касерес, бивш президент на Спортиво Лукеньо. Заради домакинтсвото на Парагвай на Копа Америка 1999 старият стадион на Спортиво Лукеньо е разрушен и на негово място е построен този.